# 스텐토르
스텐토르(그리스어: Στέντωρ)는 그리스 신화의 트로이 전쟁에 나오는 인물이다. 트로이 전쟁에서 그는 그리스 진영의 전령이었는데 목소리가 큰 것으로 유명했다. 그는 소리지르기 경기에서 헤르메스에게 패하여 죽었다고 전한다.
호메로스의 일리아스 제5권에서 그리스 군이 트로이 군에게 밀리자 그리스 군을 응원하던 헤라가 스텐토르의 모습을 하고 그리스 군을 독려하는 장면이 나온다.
| “ | 그곳에 흰 팔의 여신 헤라가 걸음을 멈추고 서서 그 목소리가 다른 사람 쉰 명이 지르는 목소리와 같다는 청동 목소리의 기상이 늠름한 스텐토르의 모습을 하고 외쳤다. | ” |
|   | — 일리아스 제5권 784~786행. |   |

영어 단어의 형용사 stentorian (목소리가 매우 큰) 은 바로 이 스텐토르에서 유래했다.